# كاكسياس
كاكسياس هي بلدية في البرازيل، تتبع مارانهاو، بلغ عدد سكانها 155٬129  نسمة، في 2010، تبلغ مساحتها 5٬150٫667 كيلومتر مربع.

## الموقع
تشترك في الحدود مع:
- تيمون.

## أعلام
- تيوفيلو دياز
- كويلو نيتو
- فرانسيسكو سوسا دوس سانتوس
- غونسالفيس دياز